# Mariakyrkan, Sävast
Mariakyrkan är en kyrkobyggnad som tillhör Sävasts församling i Luleå stift. Kyrkan ligger i Sävast omkring sju kilometer söder om Boden.

## Kyrkobyggnaden
Kyrkan är uppförd 1994 efter ritningar av arkitekt Olle Meethz och invigd 28 augusti samma år.
Kyrkobyggnaden har en stomme av trä och vilar på en grund av sten. Ytterväggarna är rödmålade. Kyrktaket kröns med ett förgyllt kors.
Utanför kyrkan finns en fristående klockstapel vars form är inspirerad av tidigare klockstapel vid Nederluleå kyrka. I stapeln hänger två kyrkklockor gjutna av Bergholtz klockgjuteri i Sigtuna.

### Webbkällor
- Svenska kyrkan i Boden
- byggnadspresentation
- Upplev Boden

### Fotnoter
1. ↑  ”Fakta om Mariakyrkan”. Svenska kyrkan. https://www.svenskakyrkan.se/boden/fakta-om-mariakyrkan. Läst 14 oktober 2017.